# Ministerio de Información y Turismo
El Ministerio de Información y Turismo fue un departamento ministerial que existió en España durante la época franquista. Estaba encargado de controlar la información, la censura de prensa y de radio y la administración del turismo, industria que tuvo un florecimiento importante durante aquellos años. En la historiografía, algunos autores lo consideran como un simple Ministerio de Propaganda.
El departamento tuvo su sede en el número 109 del Paseo de la Castellana, hoy sede central del Ministerio de Defensa.

## Historia
La necesidad de informar a la opinión pública de la acción del gobierno tuvo sus inicios en 1918 con la creación del Ministerio de Instrucción Pública y Bellas Artes que tenía una oficina de Información. Con la dictadura de Primo de Rivera se crean dos organismos sucesivos; primero el Negociado de Información y Censura de Prensa, durante el Directorio Militar (1923), y el siguiente en el Directorio Civil (1925) con el Gabinete de Información y Censura de Prensa. Durante la Segunda República nace la Sección de Prensa afecta a la Secretaría General del Presidente de la República (1932) y ya durante la guerra civil, Largo Caballero, a la sazón presidente del Gobierno, creó el Ministerio de Propaganda que tuvo una efímera vida.
El ministerio se crea por Decreto-Ley de 19 de julio de 1951, y asumió las competencias sobre medios de comunicación y espectáculos —Prensa, Cinematografía y Teatro y Radiodifusión— que hasta entonces estaban atribuidas a la Subsecretaría de Educación Popular, cuyo titular era Manuel Arburúa de la Miyar, mientras las de turismo habían estado atribuidas a la Dirección General de Turismo, cuyo director general había sido, desde su creación en 1938 y durante quince años, Luis Bolín y que hasta entonces dependía del ministerio de la Gobernación. Otro de los organismos que pasó a depender del ministerio fue la Delegación Nacional de Prensa, Propaganda y Radio, organismo que estaba a cargo de los medios de comunicación controlados por el partido FET y de las JONS —como la cadena de Prensa del Movimiento o la Red de Emisoras del Movimiento—. 
El ministerio dejó de existir durante la Transición, y sus órganos fueron la base sobre la que se fundó el actual Ministerio de Cultura, con la excepción de ciertas competencias en información, que pasaron a la Oficina del Portavoz del Gobierno, y el ramo de turismo, que se integró en el Ministerio de Comercio.

## Titulares
| Nombre                    | Inicio                  | Final                   |
| Gabriel Arias-Salgado     | 18 de julio de 1951     | 10 de julio de 1962     |
| Manuel Fraga Iribarne     | 10 de julio de 1962     | 29 de octubre de 1969   |
| Alfredo Sánchez Bella     | 29 de octubre de 1969   | 11 de junio de 1973     |
| Fernando de Liñán y Zofio | 11 de junio de 1973     | 3 de enero de 1974      |
| Pío Cabanillas Gallas     | 3 de enero de 1974      | 24 de octubre de 1974   |
| León Herrera Esteban      | 29 de octubre de 1974   | 12 de diciembre de 1975 |
| Adolfo Martín-Gamero      | 12 de diciembre de 1975 | 5 de julio de 1976      |
| Andrés Reguera Guajardo   | 5 de julio de 1976      | 4 de julio de 1977      |